# 特溫諾爾斯 (亞利桑那州)
特溫諾爾斯（英語：Twin Knolls）是位於美國亞利桑那州馬里科帕縣的一個非建制地區。該地的面積和人口皆未知。

## 地理
特溫諾爾斯的座標為33°24′48″N 111°39′04″W / 33.41333°N 111.65111°W，而該地的平均海拔高度為450米（即1480英尺）。